# Kid 'n Play
Kid 'n Play var en hiphop- och komikerduo från New York City, New York som hade sina glansdagar i slutet av 1980-talet och början av 1990-talet. Duon bestod av Christopher "Kid" Reid och Christopher "Play" Martin. Kid 'n Play spelade in tre album mellan 1988 och 1991 och medverkade i flera populära filmer, däribland House Party-filmerna, som alla var baserade på deras roller som musikartister.

## Diskografi
Album
- 1988 – 2 Hype
- 1990 – Kid 'N Play's Funhouse
- 1991 – Face the Nation

Singlar/EP
- 1987 - Last Night
- 1988 - Gittin' Funky
- 1988 - Do This My Way
- 1988 - 2 Hype
- 1989 - Rollin' With Kid 'N Play
- 1990 - Toe To Toe
- 1990 - Funhouse (The House We Dance In)
- 1990 - Back To Basix
- 1991 - Slippin' / Friendz
- 1991 - Ain't Gonna Hurt Nobody
- 1994 - Bounce

## Filmografi
- 1990 - 1991 – Kid 'N Play (animerad serie på NBC)
- 1990 – House Party
- 1991 – House Party 2
- 1992 – Class Act
- 1994 – House Party 3
- 2013 – House Party: Tonight's the Night